# Lãnh thổ vô chủ
Lãnh thổ vô chủ (tiếng Latin là: Terra nullius) là một thuật ngữ pháp lý trong Luật Quốc tế (Công pháp quốc tế) trong đó quy định về một vùng đất (lãnh thổ) mà chưa được bất kỳ một quốc gia nào tuyên bố chủ quyền hay là lãnh thổ chưa từng đặt dưới sự quản trị của quốc gia nhất định nào, lãnh thổ đó chưa có một tổ chức quốc gia, có thể có cư dân sống trong vùng lãnh thổ đó nhưng chưa có một tổ chức nhà nước nào trên đó.

## Lịch sử
Ở thế kỷ XIV và XV tại các nước phương Tây người ta đã thừa nhận việc cấp đất của Giáo hoàng đủ để trao chủ quyền cho một nước đối với lãnh thổ vô chủ. Tập quán này bắt đầu từ Sắc lệnh ngày 04 tháng 5 năm 1493 do Giáo hoàng Alexandre VI ký xác định nguyên tắc phân chia các vùng lãnh thổ mới phát hiện ngoài châu Âu giữa Tây Ban Nha và Bồ Đào Nha. Theo Sắc lệnh này, tất cả các vùng lãnh thổ bao gồm: "Tất cả các đảo và đất liền đã tìm thấy và sẽ tìm thấy, đã phát hiện và sẽ phát hiện ở phía Đông một đường tưởng tượng chạy từ địa cực này sang địa cực khác qua phía Tây đảo Cape Verde 100 hải lý là thuộc Bồ Đào Nha". Còn các vùng lãnh thổ ở phía Tây đường đó là thuộc Tây Ban Nha. Theo Hiệp ước Tordesillas giữa Tây Ban Nha và Bồ Đào Nha được ký kết ngày 07 tháng 6 năm 1494 và được Giáo hoàng Jules II xác nhận năm 1506 thì con đường tưởng tượng được dịch về phía Tây 170 hải lý.
Nguyên lý terra nullius đã từng là sự biện minh cho quá trình thực dân hóa nhiều vùng trên thế giới, chẳng hạn như trong quá trình "phân chia" châu Phi của các cường quốc châu Âu (trong cuộc Tranh giành châu Phi). Nó là ý niệm chung thậm chí ngay cả khi tại đó có thể đã có những người dân bản địa cư trú trong cái gọi là vùng đất "mới phát hiện ra", nó là quyền của những người "văn minh hơn" chiếm lấy đất và đặt nó vào "sử dụng tốt hơn".
Ngày 10 tháng 9 năm 1919, Công ước Saint Germain đã được các cường quốc lúc bấy giờ ký tuyên bố hủy bỏ Định ước Berlin năm 1885 với lý do là trên thế giới không còn lãnh thổ vô chủ nữa và như thế nguyên tắc chiếm hữu thật sự không còn giá trị thực tế nữa. Song do tính hợp lý của nguyên tắc này, các luật gia trên thế giới vẫn vận dụng nó khi phải giải quyết các vụ tranh chấp chủ quyền trên các hải đảo.

## Luật pháp quốc tế
Một quốc gia có thể xác nhận quyền kiểm soát của một lãnh thổ chưa thuộc chủ quyền của ai và thu được quyền kiểm soát nó khi một hay nhiều công dân của quốc gia này (thông thường thông qua thám hiểm hay các cuộc viễn chinh quân sự) đặt chân vào lãnh thổ này. Ngày nay trên thế giới đã không còn lãnh thổ vô chủ vì tất cả các quốc gia đã xác nhận lãnh thổ của mình
Theo luật quốc tế, bản thân quyền phát hiện đầu tiên một lãnh thổ vô chủ không đủ để tạo ra danh nghĩa pháp lý cho quốc gia phát hiện. Muốn thụ đắc chủ quyền, quốc gia này phải tiếp tục chiếm cứ hiệu quả lãnh thổ đó. Hai nguyên tắc cơ bản trong việc thụ đắc chủ quyền là:
- Nguyên tắc thật sự tức là chiếm hữu thật sự lãnh thổ vô chủ, coi nó như một bộ phận lãnh thổ của mình và thực thi quyền hạn nhà nước, quản lý hành chính trong một thời gian hợp lý
- Nguyên tắc công khai tức là việc chiếm hữu phải được các quốc gia khác công nhận. Một cá nhân hay một công ty không thể thụ đắc chủ quyền lãnh thổ.

Ngoài yếu tố vật chất (corpus), việc chiếm hữu thật sự đồng thời còn đòi hỏi yếu tố tinh thần (animus), nghĩa là ý chí của quốc gia muốn chiếm hữu lãnh thổ vô chủ.